# Ánh lệ lá rộng
Ánh lệ lá rộng (danh pháp khoa học: Ainsliaea latifolia) là một loài thực vật có hoa trong họ Cúc. Loài này được (D.Don) Sch.Bip. mô tả khoa học đầu tiên năm 1861.